# محمد مهدوی‌فر
محمد مهدوی‌فر (زادهٔ ۲۹ دی ۱۳۴۸) شاعر، فعال مدنی و زندانی سیاسی سابق و از رزمندگان و مجروحان شیمیایی جنگ ایران و عراق است. وی به دلیل سرودن اشعار انتقادی و ارسال نامه‌های سرگشاده به علی خامنه‌ای، چندین بار بازداشت شده است.

## زندگی و فعالیت‌ها
مهدوی‌فر در جنگ ایران و عراق به‌عنوان تخریب‌چی و غواص فعالیت داشت. پس از جنگ، او به سرودن اشعار اعتراضی پرداخت که برخی از آن‌ها با واکنش‌های امنیتی مواجه شد.
یکی از آثار وی «شعر الفبا» است که انتقادی از وضعیت سیاسی و اجتماعی ایران است. این شعر موجب محکومیت او به یک سال و نیم حبس شد. او همچنین ۲۹ نامهٔ سرگشادهٔ انتقادی به رهبر جمهوری اسلامی ایران نوشت که به‌خاطر آن‌ها به زندان افتاد.

## بازداشت‌ها و محکومیت‌ها
مهدوی‌فر چندین مرتبه توسط نهادهای امنیتی بازداشت شده است.
او نخستین بار در شهریور ۱۳۹۵ توسط مأموران وزارت اطلاعات در منزل شخصی‌اش دستگیر و پس از ۴۵ روز بازداشت موقت در سلول انفرادی، از زندان مرکزی اصفهان آزاد شد.
او در خرداد ۱۳۹۶ به اتهام «تبلیغ علیه نظام» دستگیر و به زندان کاشان منتقل شد و پس از پنج ماه با تودیع وثبقه آزاد شد. پس از مدت کوتاهی در هنگام اعتراضات دی ۱۳۹۶ به خاطر نامه‌های سرگشاده و درخواست رفراندوم، در شهر مشهد بازداشت و مجدداً به زندان مرکزی اصفهان منتقل شد.
مهدوی‌فر در اسفند ۱۳۹۷ پس از گذراندن یک‌سوم از حکم حبس خود به شکل مشروط آزاد شد و مستقیماً به تبعیدگاه خود در سیستان و بلوچستان فرستاده شد اما مجدداً در تیر ۱۳۹۸ به خاطر امضای بیانیه ۱۴ فعال سیاسی بازداشت و به ۹ سال زندان محکوم شد. او در اواخر ۱۳۹۸ به علت شیوع کرونا در زندان کاشان به مرخصی آمد و سپس از کشور خارج شد.

## مواضع سیاسی و واکنش‌ها

### نامه به سید حسن نصرالله
در سال ۱۳۹۵ و پس از آن‌که دولت آمریکا تحریم‌های بانکی علیه گروه حزب‌الله وضع کرد، سید حسن نصرالله اعلام کرد این تحریم‌ها بی‌اثر هستند چون آن تشکل همهٔ نیازهایش را مستقیماً از جمهوری اسلامی ایران دریافت می‌کند.
وی در یکی از سخنرانی‌های خود گفت: «تا زمانی که ایران پول داشته باشد، ما هم پول خواهیم داشت.»
در واکنش به این سخنان، مهدوی‌فر ضمن اشاره به آمار فقر و بیکاری در ایران، در نامه‌ای سرگشاده خطاب به نصرالله نوشت: «مدت‌هاست پول ما تمام شده است. من تعجب می‌کنم چطور شما اطلاع ندارید؟» او ضمن درخواست از نصرالله برای افشای رقم کمک‌ها به حزب‌الله، دریافت این پول‌ها را شرعاً مجاز ندانست. این مطالب در چند خبرگزاری عربی بازتاب یافت.

### درخواست رفراندوم
مهدوی‌فر در جریان اعتراضات دی‌ماه ۱۳۹۶ در نامه‌ای سرگشاده پیشنهاد داد که شورایی از نخبگان کشور برای گذار از بحران و نظارت بر رفراندوم تعیین سرنوشت سیاسی ایران تشکیل شود، که به این خاطر بازداشت شد. روح‌الله زم، سردبیر آمدنیوز، در مصاحبه‌ای از نامهٔ مهدوی‌فر و شورای پیشنهادی او استقبال کرد و آن را به عنوان الگویی مسالمت‌آمیز برای گذار به دموکراسی معرفی کرد. پس از آن در نشست‌های شورای حقوق بشر سازمان ملل (دوره‌های ۳۸ تا ۴۰) از محمد مهدوی‌فر به همراه فضل‌الله نیکبخت، حامد آئین‌وند و آرش مهین جعفرآبادی به‌عنوان زندانیایی نام برده شد که اتهامشان درخواست برگزاری رفراندوم بوده است.

### امضای بیانیهٔ چهارده
محمد مهدوی‌فر یکی از ۱۴ فعال سیاسی داخل ایران بود که در سال ۱۳۹۸ ضمن امضای بیانیه، با انتشار ویدیوهایی جداگانه خواستار کناره‌گیری سید علی خامنه‌ای از قدرت و گذار از جمهوری اسلامی شد. او سپس به همراه چند تن دیگر از امضاکنندگان بیانیه، شورای ملی تصمیم را تأسیس کرد.